# 黄易

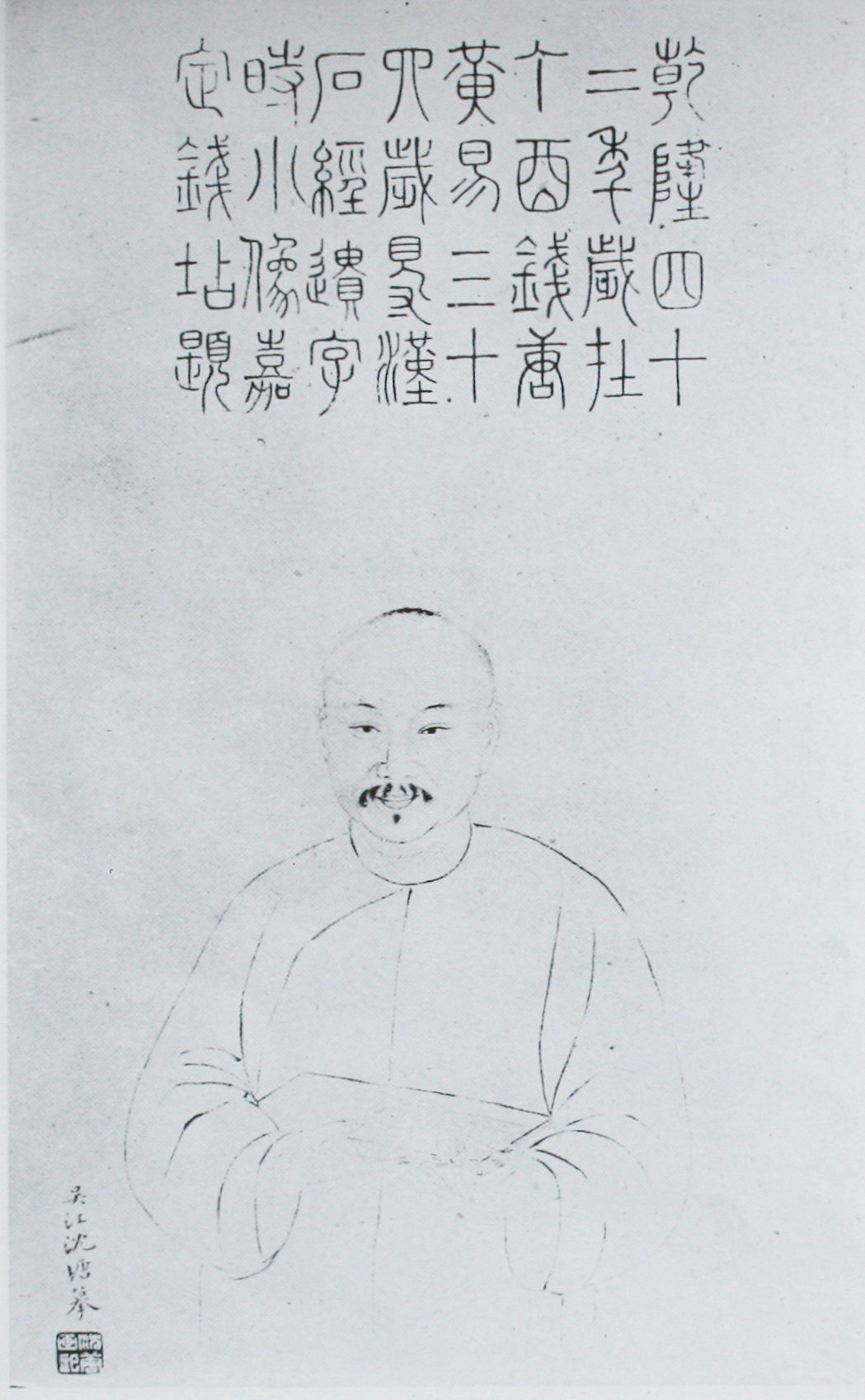
黄易

黄 易（こう えき、1744年 - 1802年）は、中国清朝中期の文人・篆刻家・書家・画家・金石学者である。篆刻の「西泠四家」に数えられる。
字は大易・小松、号は秋影庵主・小蓬萊閣。杭州府仁和県の人。

## 略伝
詩人である黄樹穀の子で、詩を家学とした。また篆書・隷書を得意とし山水画も巧みで董源・関同に師法している。父の死後一時貧窮したが、山東省兗州府済寧運河同知の官吏となる。金石文を探して収集し「訪碑図」を画いている。金石家である阮元・王昶・翁方綱・孫星衍らと交流した。
山東にある後漢の遺跡、武氏祠（嘉祥県武氏の祠）の石室は荒れるに任されていたが、黄易の努力によって保護された。
篆刻は丁敬に直接師事した。丁敬は黄易の作品をみて非常に喜んだという。秦・漢の印に学び独自の境地を拓いた。金石学に詳しいことから「丁黄」と並称される。

## 著書
- 『小蓬萊閣金石文字』
- 『小蓬萊閣集』
- 『秋景庵印譜』